# Сіліштя (Телеорман)
Сіліштя (рум. Siliștea) — село у повіті Телеорман в Румунії. Адміністративний центр комуни Сіліштя.
Село розташоване на відстані 59 км на захід від Бухареста, 45 км на північ від Александрії, 123 км на схід від Крайови, 143 км на південь від Брашова.

## Населення
За даними перепису населення 2002 року у селі проживали 1550 осіб, усі — румуни. Усі жителі села рідною мовою назвали румунську.